# 珠海市第二中学
22°16′19″N 113°34′11″E / 22.27197°N 113.56975°E
珠海市第二中学，简称珠海二中，位于广东省珠海市香洲区，是珠海市直属的普通高中，也是广东省第一批通过国家级示范性普通高中验收的学校。

## 历史
学校创办于1980年，1991年升为香洲区重点中学，1993年起由珠海市教育局管辖。2003年被评定为广东省一级学校及广东省首批国家级示范性普通高中。2004年2月，初中部搬迁至香洲文园路。2008年，初中部更名为珠海市文园中学。
学校现有教职员工240多人，60个教学班，在校学生3000多名。

## 逸闻趣事
2001年，电影少林足球的其中一个桥段：少林队VS山西豆腐队的拍摄地在珠海二中高中部的体育场拍摄。